# Impi Hartikainen
Impi Hartikainen es una deportista finlandesa que compitió en tiro con arco, en la modalidad de arco recurvo. Ganó dos medallas en el Campeonato Mundial de Tiro con Arco al Aire Libre de 1955, plata en la prueba por equipo y bronce en individual.

## Palmarés internacional
| Campeonato Mundial al Aire Libre | Campeonato Mundial al Aire Libre | Campeonato Mundial al Aire Libre | Campeonato Mundial al Aire Libre |
| Año                              | Lugar                            | Medalla                          | Prueba                           |
| -------------------------------- | -------------------------------- | -------------------------------- | -------------------------------- |
| 1955                             | Helsinki (Finlandia)             | Medalla de plata                 | Equipo                           |
| 1955                             | Helsinki (Finlandia)             | Medalla de bronce                | Individual                       |